# Romagne (Vienne)
Romagne è un comune francese di 980 abitanti situato nel dipartimento della Vienne nella regione della Nuova Aquitania.

## Società

### Evoluzione demografica
Abitanti censiti